# Powiat Kashima (Ishikawa)
Powiat Kashima (jap. 鹿島郡 Kashima-gun) – powiat w Japonii, w prefekturze Ishikawa. W 2024 roku liczył 15 771 mieszkańców.

## Miejscowości
- Nakanoto